# Maria Wosiek
Maria Antonina Wosiek (ur. 2 maja 1935), zwana Lilianą lub Lilką – polska teatrolog, dr, członkini KOR.
Z wykształcenia teatrolog, pracowała w Instytucie Sztuki PAN i na KUL-u, gdzie wykładała historię teatru, jest współautorką wydawanego przez PAN monumentalnego „Słownika biograficznego teatru polskiego” oraz „Historii teatrów ludowych”. Specjalizuje się w teatrze Kresów Wschodnich, na terenach byłego Księstwa Litewskiego.
Od 1957 r. jest członkiem Klubu Inteligencji Katolickiej w Warszawie. Była jedną z głównych organizatorów sekcji kultury KIK-u.
W 1975 r. była jedną z sygnatariuszy „Listu 59” – listu otwartego intelektualistów polskich, którego sygnatariusze protestowali przeciwko zmianom w Konstytucji PRL, zwłaszcza wpisaniu do niej kierowniczej roli PZPR i wieczystego sojuszu z ZSRR. 31 października 1977 r. przystąpiła do Komitetu Obrony Robotników. 9 listopada 1977 weszła w skład Komisji Redakcyjnej zajmującej się redagowaniem Komunikatów KSS „KOR”. W lutym 1978 została członkiem Towarzystwa Kursów Naukowych. Była jedną z osób, które były celem w zasadzie bezskutecznych działań SB w związku z pozyskiwaniem informacji o działaniach KOR-u przez ks. Michała Czajkowskiego (TW „Jankowskiego”). 13 grudnia 1981 r. internowana i uwięziona w Jaworzu (od 13 grudnia 1981 do 8 lutego 1982).
W 2006 r. została odznaczona przez Prezydenta RP Lecha Kaczyńskiego Krzyżem Komandorskim Orderu Odrodzenia Polski.